# Stora Mellösa kyrka
Stora Mellösa kyrka är en kyrkobyggnad i Stora Mellösa i Örebro kommun. Den är sedan 2014 församlingskyrka i Kvismare församling i Strängnäs stift.

## Kyrkobyggnaden
Kyrkan, som är en stenkyrka, uppfördes under senare delen av 1100-talet. Den byggdes ut på 1400-talet, då den förlängdes österut och välvdes i två skepp. På 1400- eller 1500-talet tillkom även sakristian och vapenhuset. Under mitten av 1600-talet byggdes det Göksholmska gravkoret till.
Den 26 maj 1743 slog blixten ned i kyrkan, och tornspiran och taket samt delar av inredningen förstördes. Åren 1830–1836 byggdes hela kyrkan om. De medeltida valven revs och ett halvrunt kor tillkom.
På kyrkogården står runstenen Nä 12, och inmurad i vapenhuset återfinns Nä 13.

## Inventarier
- Altaruppsats från 1712-1713 av Olof Malmström, Stora Malm, Södermanland
- Dopfunt i romansk stil från 1100-talet
- Predikstol från 1830-talet
- Läktarorgel med fasad från 1846, byggd 1919 av E.A.Setterquist & Son, Örebro, om- och tillbyggd 1947 av samma firma.
- Kororgel från 1986.
- Nattvardssilver från 1710
- Två oblataskar från 1670-1680
- Vinkannor från 1651 respektive 1681
- Brudkrona i silver från 1890
- Två silvervaser till altaret från 1936
- Två silverljusstakar från 1961
- Två snidade brudstolar i barockstil

### Orgel
- 1615 skänktes en orgel hit. Den byggdes om 1678.
- En orgel skänktes hit 1691 av herrskapet Gönholm. Orgeln såldes 1769 till Toresunds kyrka.
- År 1767 byggde Jonas Ekengren, Stockholm en orgel med 10 stämmor. Orgeln och läktaren kostade tillsammans 8000 daler.[1]
- Pehr Zacharias Strand, Stockholm byggde en orgel med 16 stämmor.
- Den nuvarande orgeln är byggd 1919 av E A Setterquist & Son, Örebro. Den är pneumatisk. Fasaden är från Strands orgel. År 1946 byggdes orgeln om av E A Setterquist & Son, Örebro.

| Manual I           | Manual II       | Manual III     | Pedal         | Koppel |
| Borduna 16'´       | Basetthorn 8´   | Rörflöjt 8´    | Principal 16' | I/P    |
| Principal 8´       | Salicional 8´   | Gedackt 8´     | Violon 16'    | II/P   |
| Borduna 8´         | Voix Celeste 8´ | Flöjt 4´       | Borduna 8'    | III/P  |
| Gamba 8´           | Principal 4'    | Nasard 2 2/3´  | Oktava 4'     | I/II   |
| Oktava 4'          | Nachthorn 2'    | Waldflöjt 2´   | Blockflöjt 2' | III/II |
| Flöjt Oktaviant 4' | Scharf 3-4 chor | Ters 1 3/5'    | Basun 16'     |        |
| Kvinta 2 2/3'      |                 | Cymbel 3 chor' |               |        |
| Mixtur 3-5 chor    |                 | Krumhorn 8'    |               |        |
| Trumpet 8'         |                 |                |               |        |

#### Kororgel
- Kororgeln är byggd 1986 av Gunnar Carlsson, Borlänge och är en mekanisk orgel.

| Manual            | Pedal      | Koppel   |  |
| Gedackt 8’        | Subbas 16’ | Man/Ped. |  |
| Fugara 8’         | Gedackt 8’ |          |  |
| Principal 4’      |            |          |  |
| Rörflöjt 4’       |            |          |  |
| Waldflöjt 2'      |            |          |  |
| Mixtur 2 chor     |            |          |  |
| Crescendosvällare |            |          |  |

## Bildgalleri

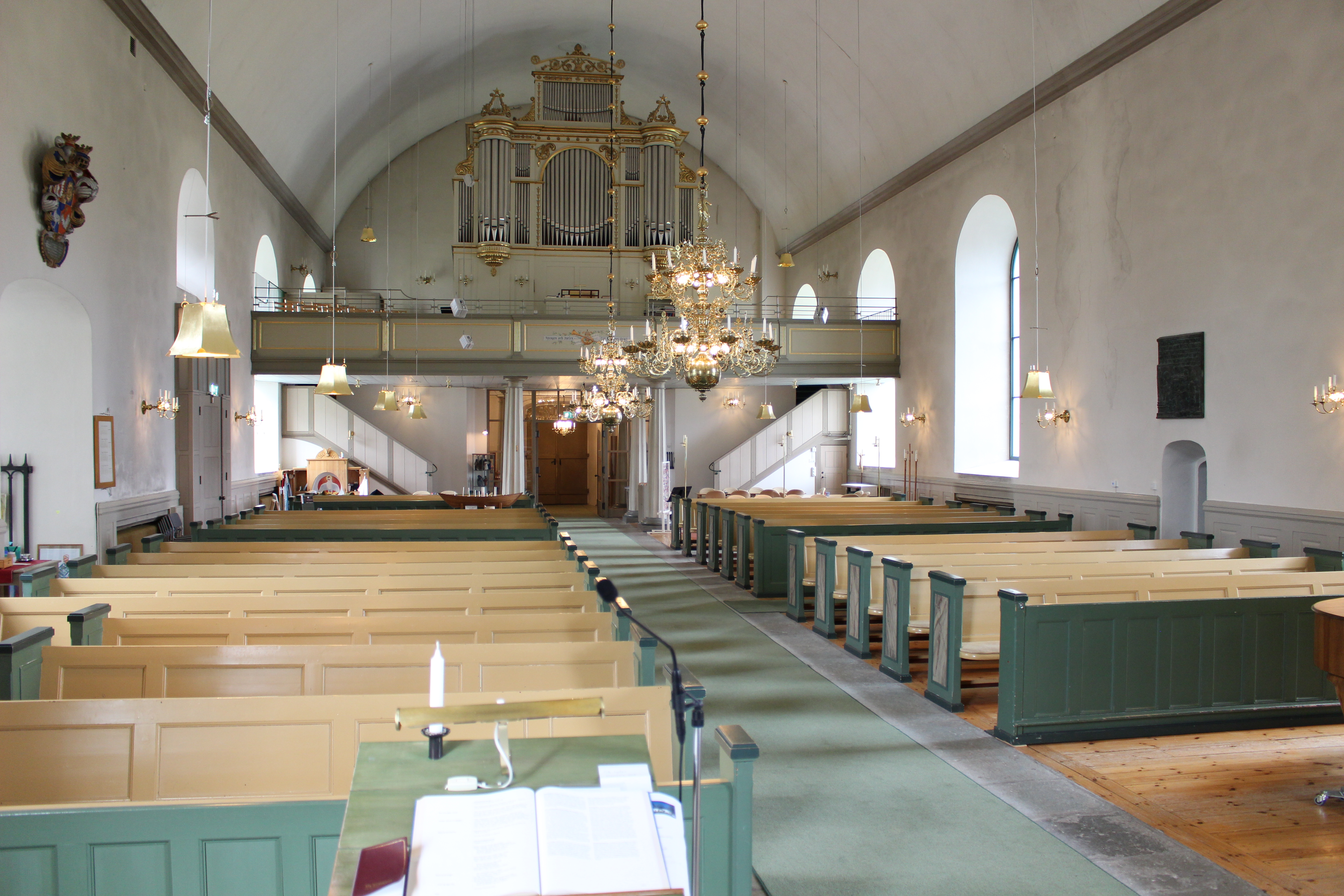
Kyrkorum mot väster
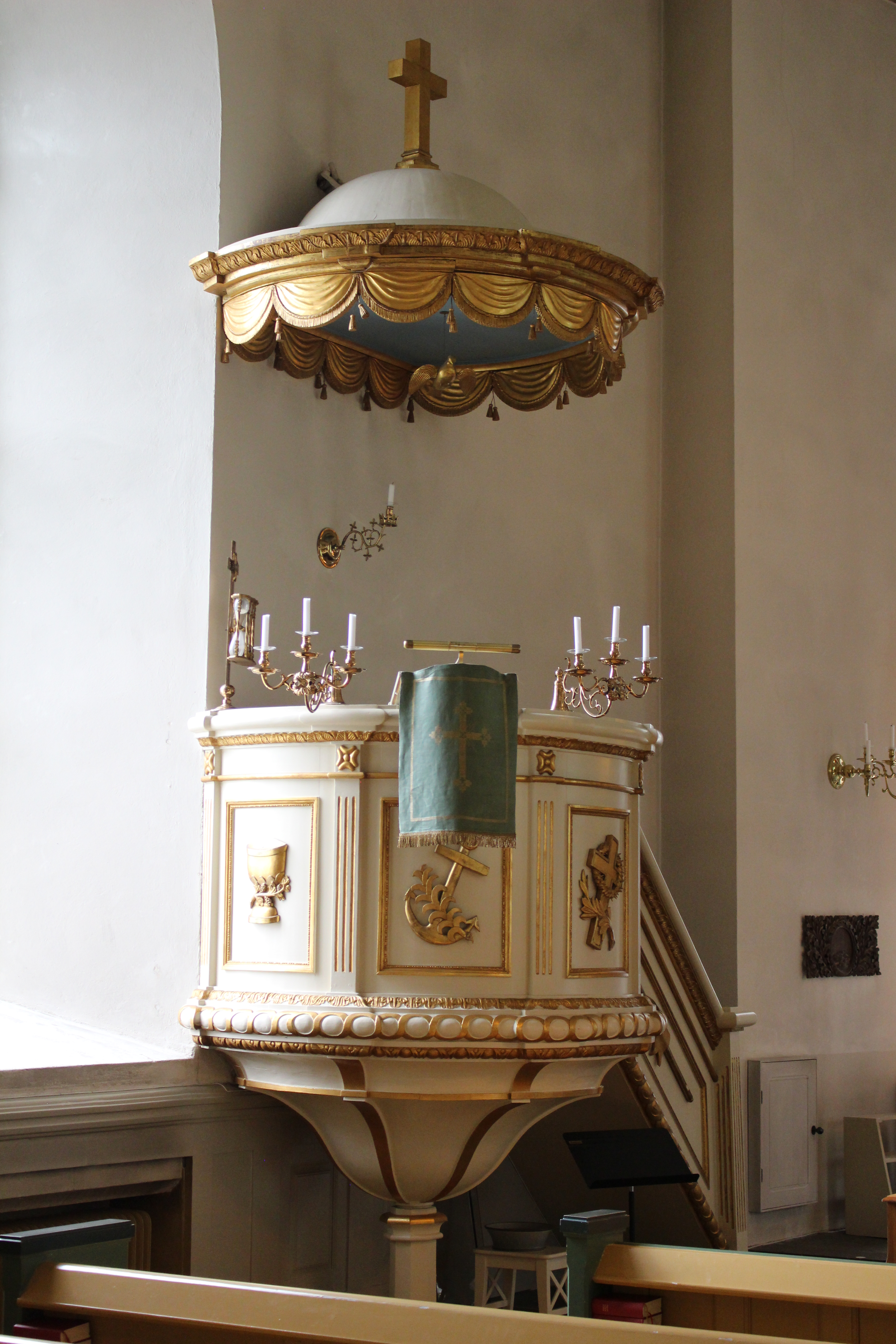
Predikstol
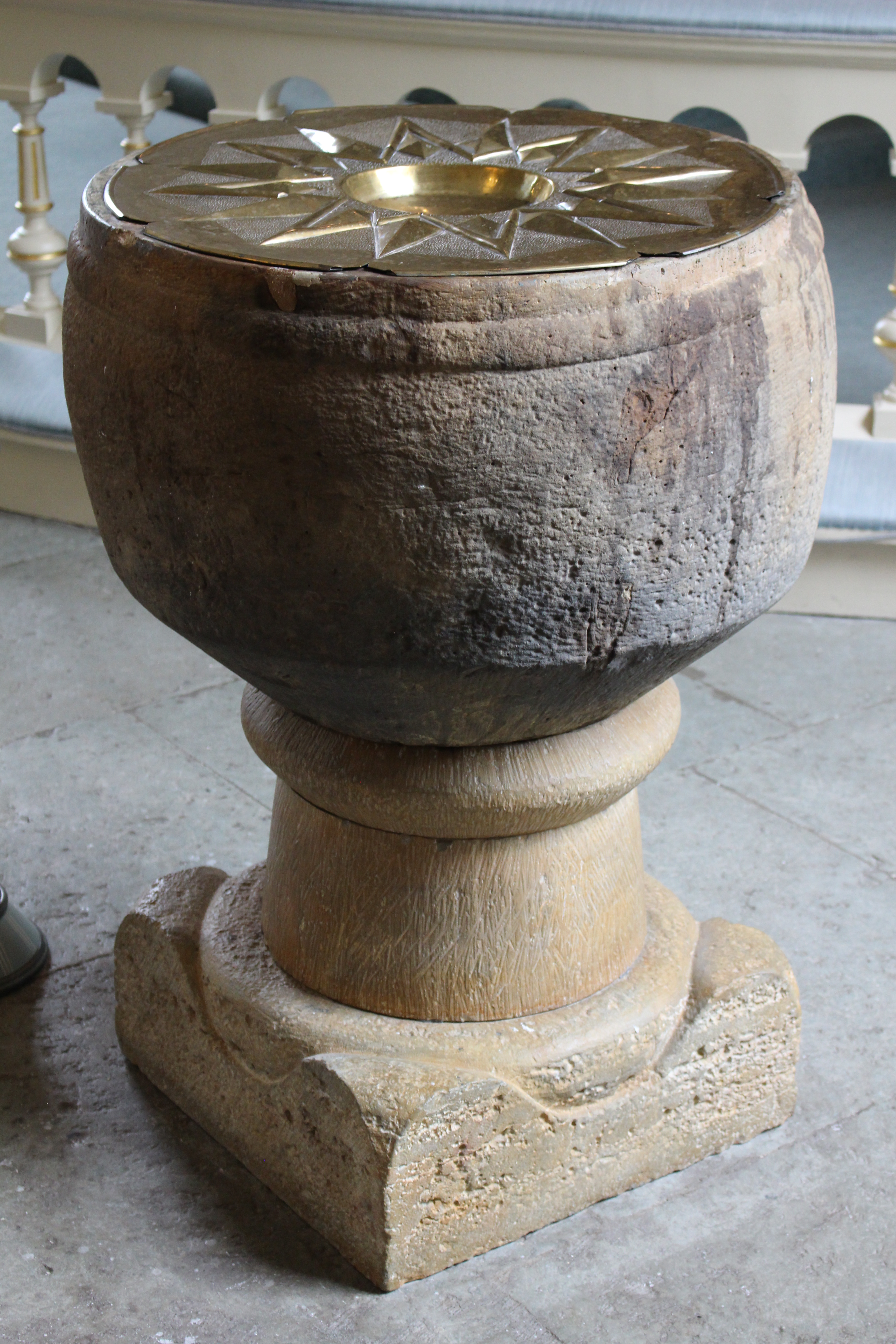
Dopfunt
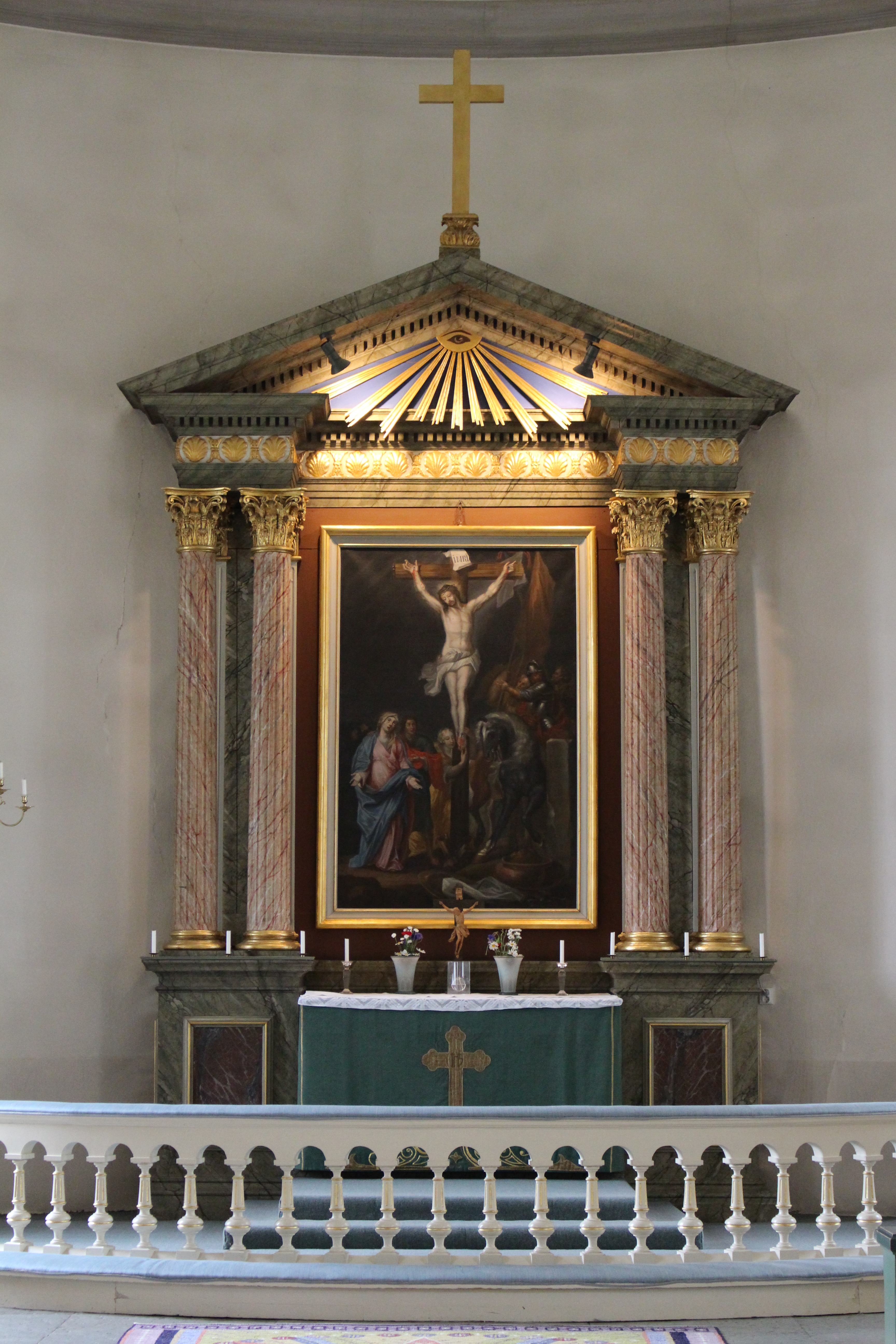
Altaruppsats
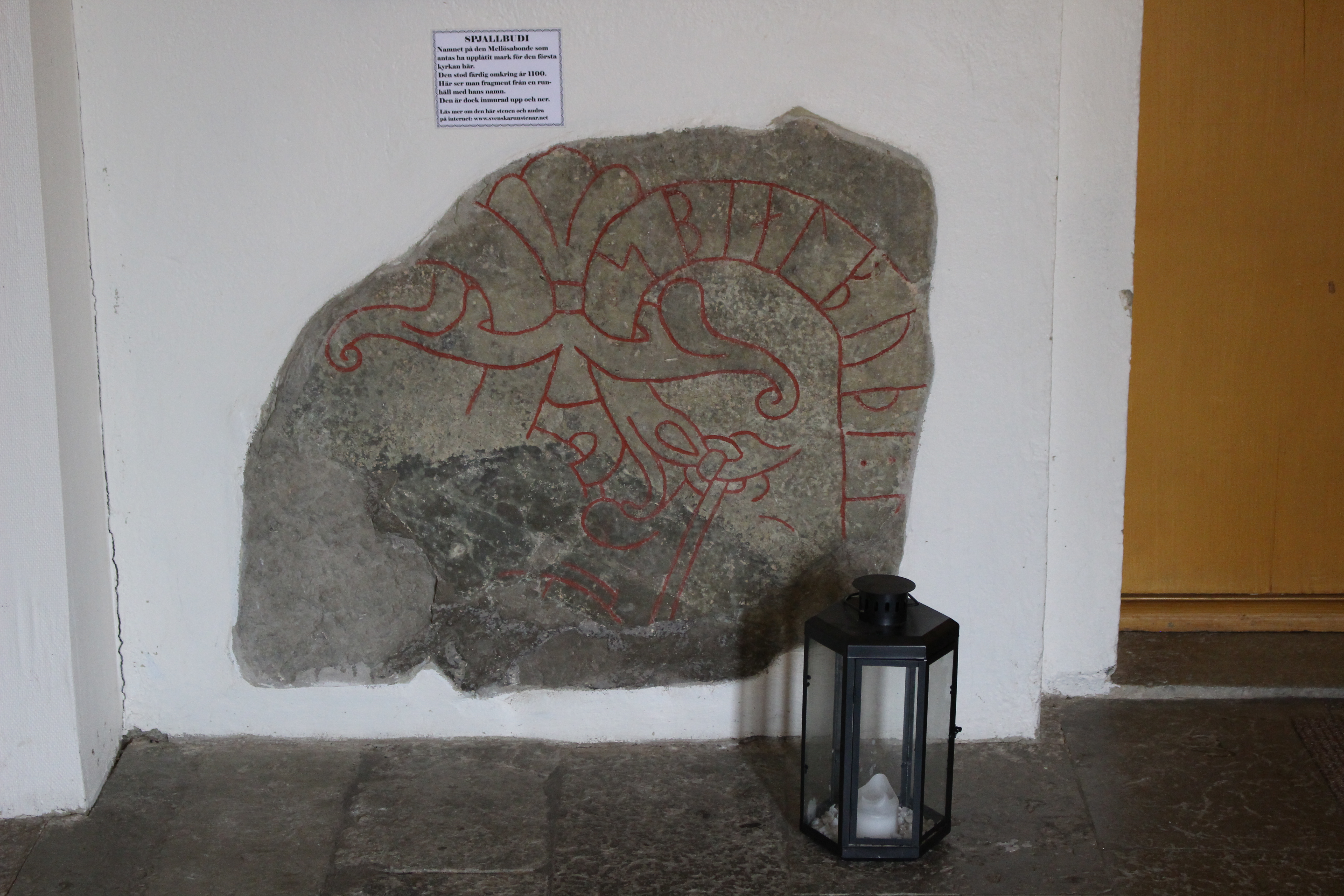
Runstenen Nä 13 inmurad i vapenhuset
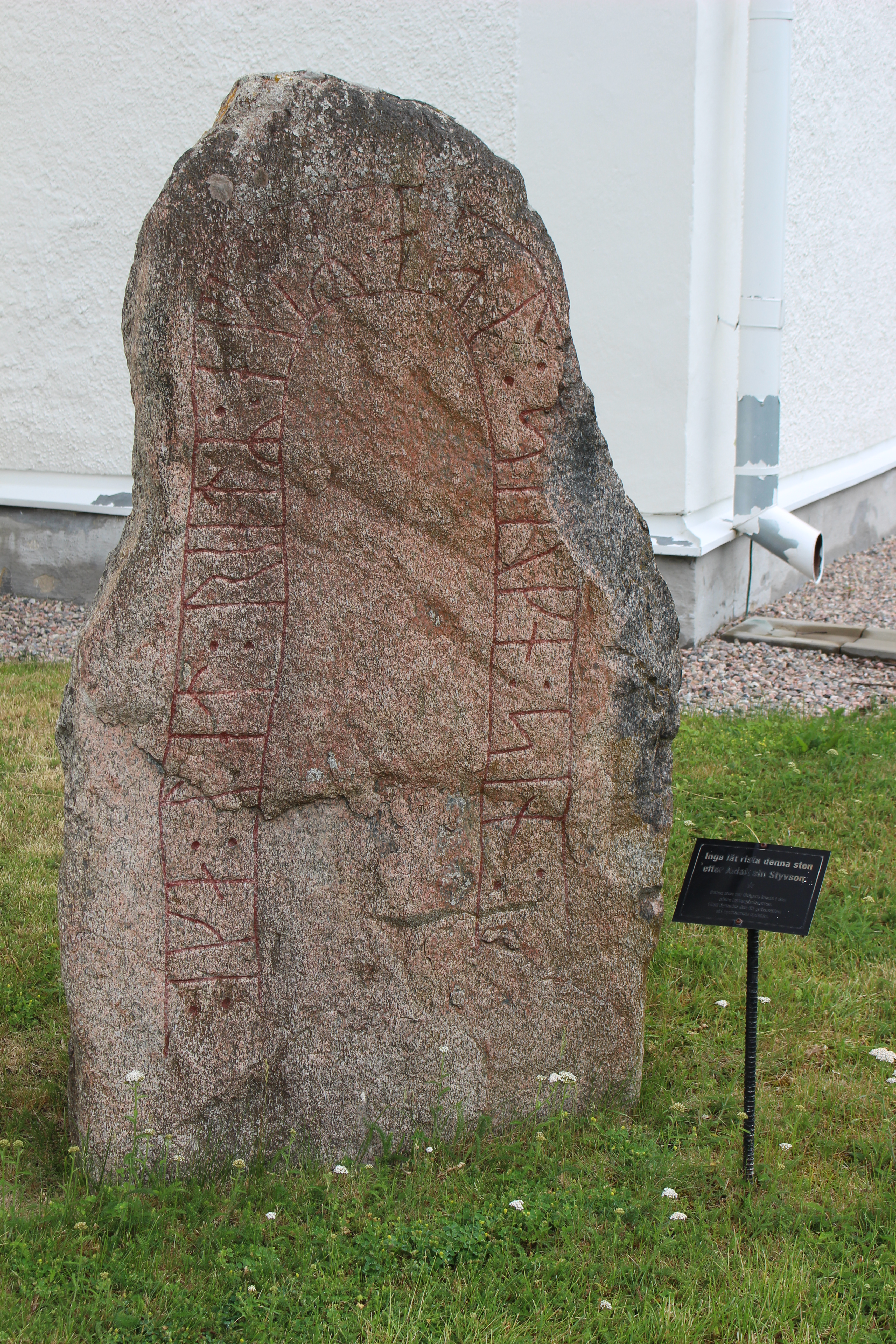
Runstenen Nä 12 söder om tornet
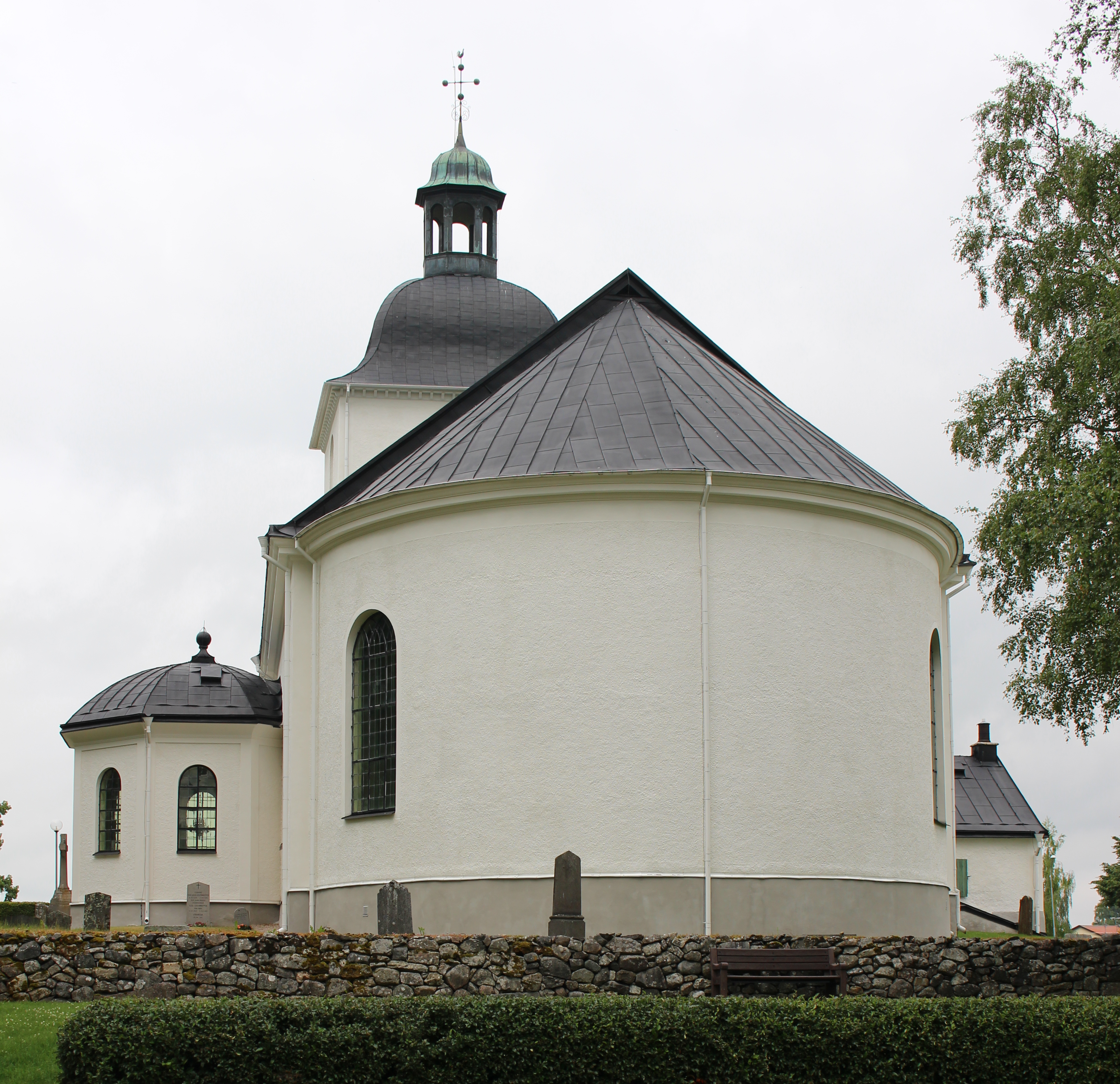
Kyrkan från öster
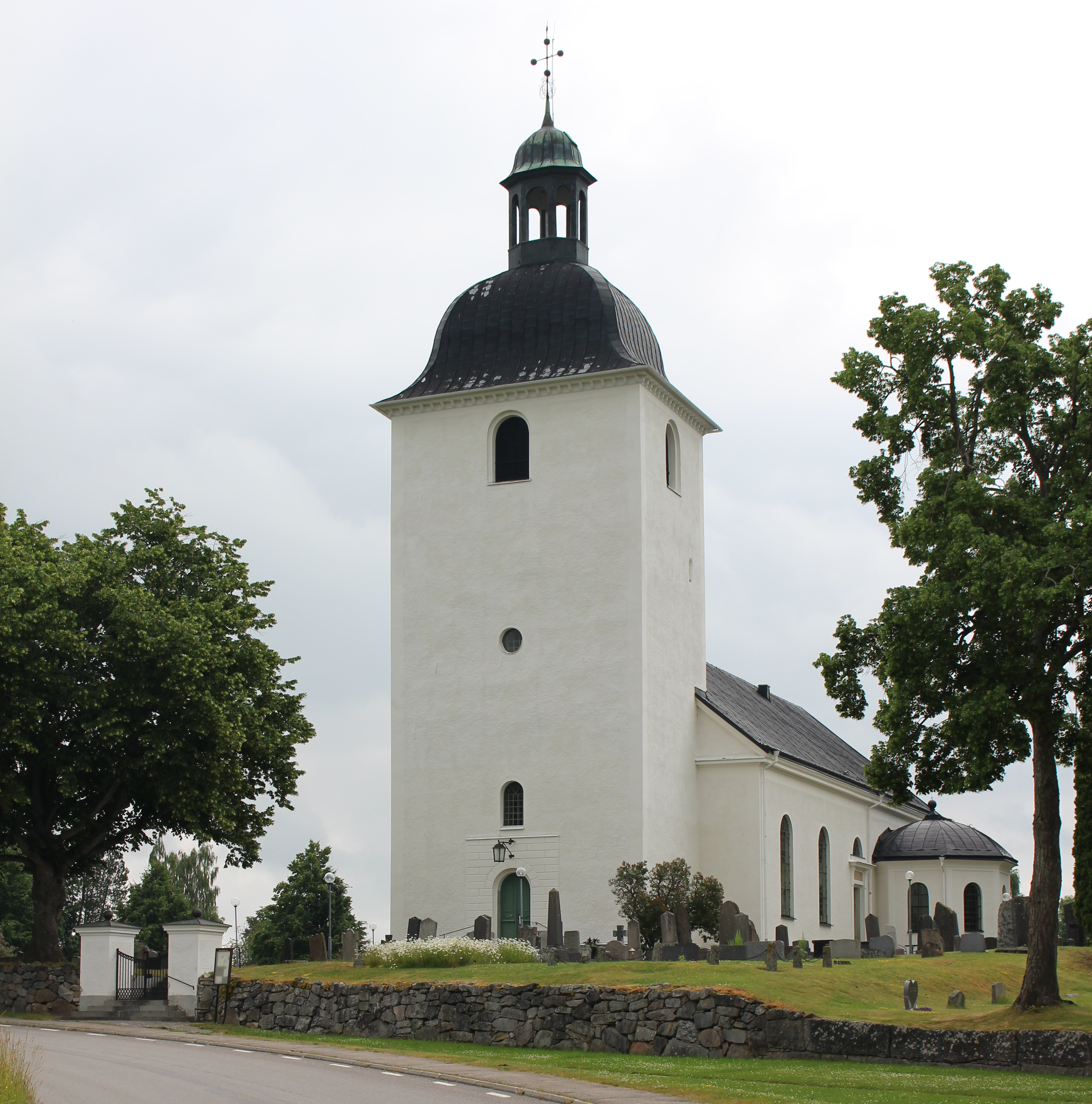
Kyrkan från väster
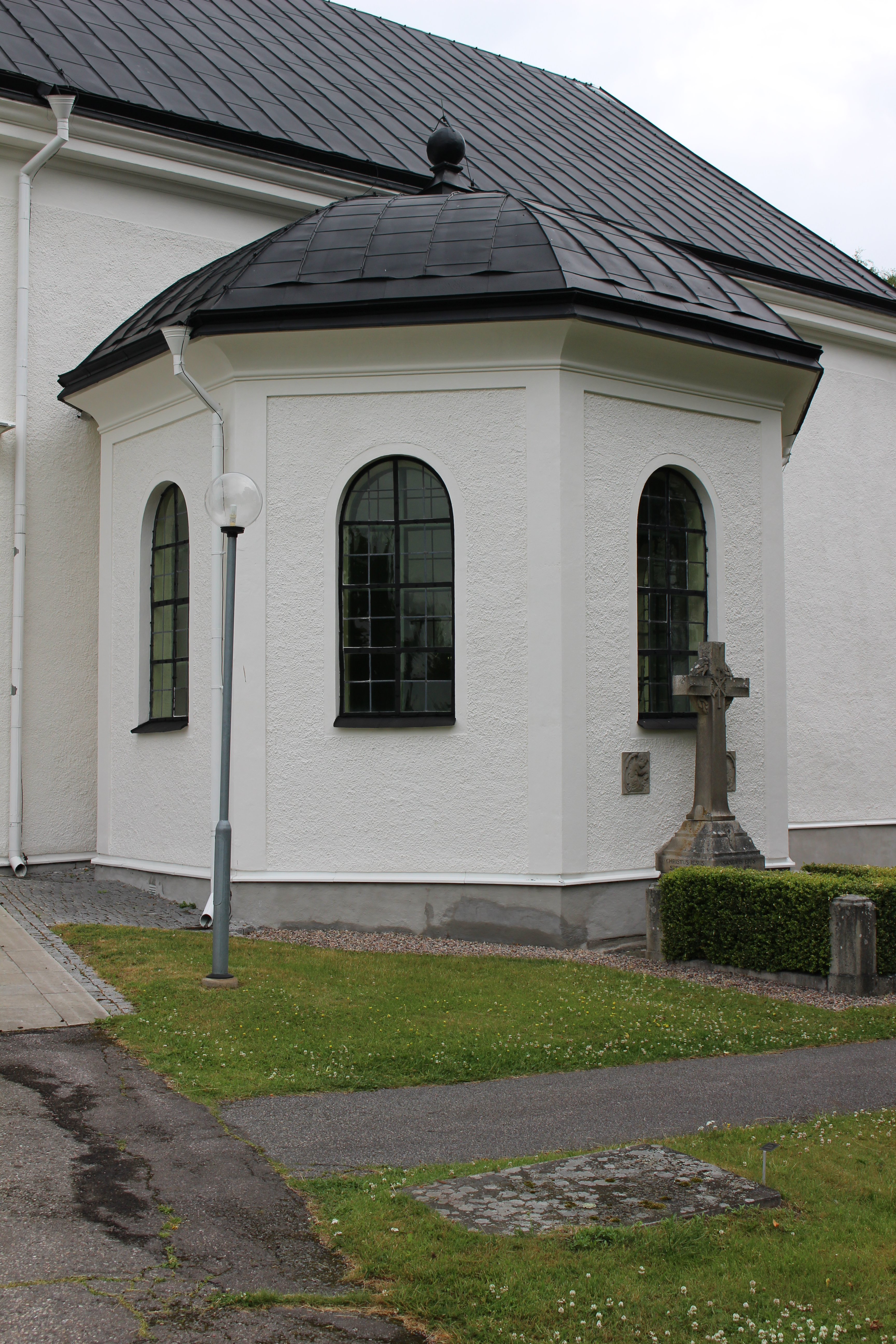
Göksholmska gravkoret
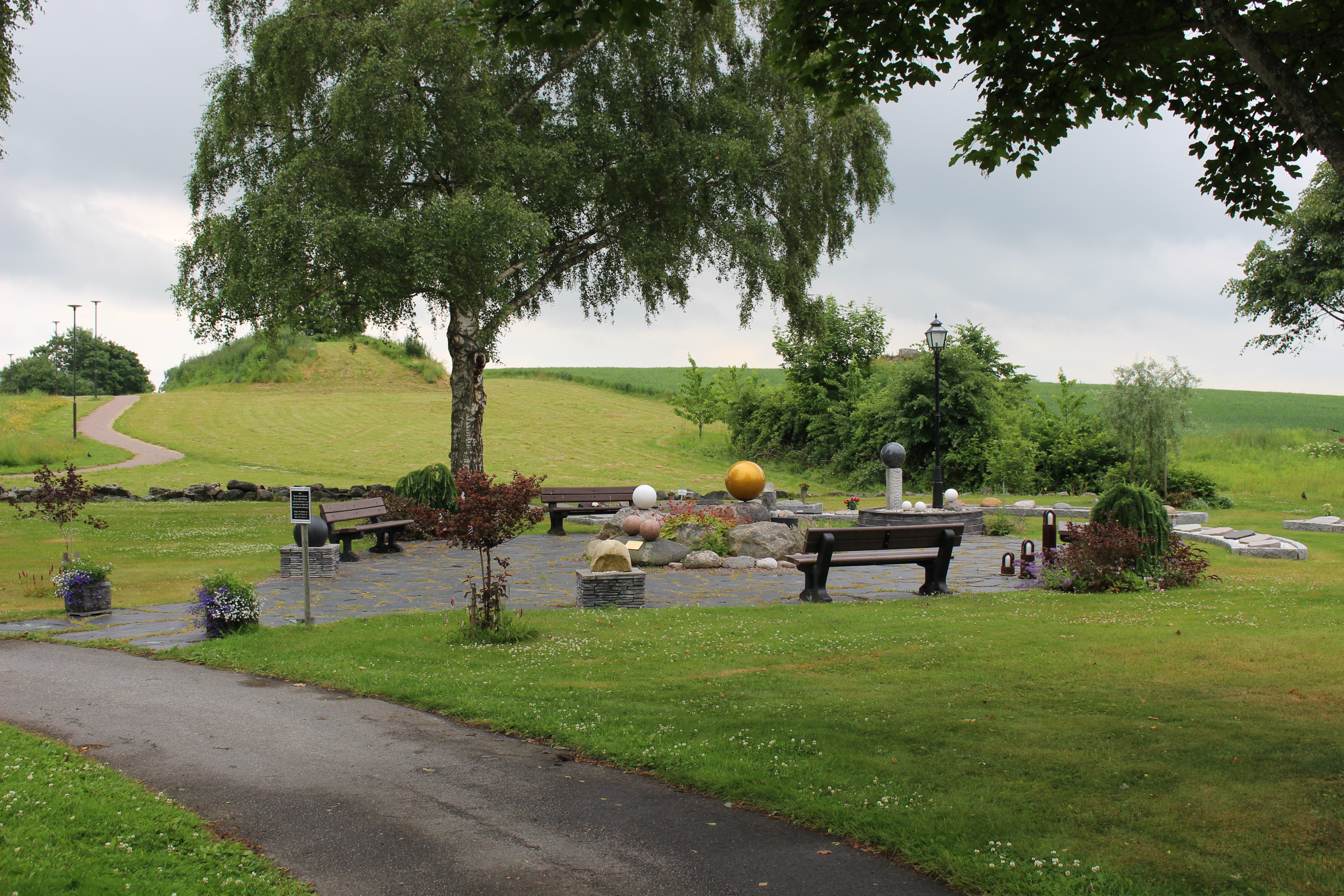
Askgravplats öster om kyrkan